# 宮崎山形屋
株式会社宮崎山形屋（みやざきやまかたや）は、日本の百貨店。山形屋ホールディングスの完全子会社である。

## 概要
ボンベルタ橘（橘百貨店）などとともに宮崎市の中心市街地の核となる商業施設である。
旭通一丁目の丸三呉服店を買収し山形屋宮崎支店として開店した。
しかし、1952年10月に橘百貨店が開店し、商店街の中心が北へ移動した。
そこで、橘百貨店に対面する位置にあった映画館ロマン座などを買収し、1956年（昭和31年）5月18日に現在地へ新築移転した。
この結果、宮崎市の商店街は、500メートル以上北側に移動することとなった。新店舗は、宮崎市で初めて地下に食料品部門の売場を設置したことや、4階の食堂に東郷青児が描いた優雅な女性像があることなどで、宮崎市民の話題となった。なお、東郷青児による絵画は後の改修時に発見され、現在は新館1階に展示されている。
その後、宮崎山形屋は、宮崎市の中心となるデパートとして繁栄してきた。2005年のイオン宮崎ショッピングセンター（現：イオンモール宮崎）の開業では、大きな影響を受けることが懸念された。しかし、山形屋の品揃えが中高年向けで、高級品を中心としているために客層がずれていることなどにより、影響は予想より軽微にとどまっており、さらに対抗して新館を建設した。なお、2018年のイオンモール宮崎リニューアルに際し、イオンモール宮崎内にギフトショップを出店している。
1997年・2002年にそれぞれ新館の計画が打ち出されたものの、長引く不況やイオンの進出決定などの影響で見送られてきた。しかし中心市街地の賑わいを取り戻すべく2005年春にようやく着工、2006年9月12日には新館がオープンした。その際に、宮崎で初めてのCOACHやスターバックスコーヒーなどが進出している。

## 沿革
- 1936年（昭和11年）12月15日 - 旭通一丁目の丸三呉服店を買収し山形屋宮崎支店として開店[3]。
- 1955年（昭和30年）7月1日 - 山形屋から分離独立し、株式会社宮崎山形屋が発足[1]。
- 1956年（昭和31年）5月18日[5] - 橘通五丁目（現・橘通東三丁目）のロマン座などを買収し[4]、地下1階、地上4階建ての新店舗を建設して移転[5]。
- 1966年（昭和41年） - 増床[12]。
- 1971年（昭和46年） - 地下1階・地上6階を増床[要出典]。
- 1973年（昭和48年） - 7・8階を増築[要出典]。
- 2006年（平成18年）9月 - 新館が完成し、本館とあわせて売り場面積が1.4倍の約２万平方メートルになる[13]。
- 2008年（平成20年）6月 - 新館の東側に第一種市街地再開発事業により立体駐車場「Y・YPARK」完成。1階の一部を店舗として使用[14]。
- 2020年（令和2年）2月 - これまでの営業部、外商部、総務部の3部に加えて、新たに「営業推進部」の設立を発表。販売促進や顧客サービスの充実特化を図る。
- 2024年8月 - 山形屋HD発足により宮崎山形屋食堂と日南山形屋を吸収合併。
- 2025年2月28日 - 日南山形屋を百貨店としての営業終了・翌3月1日にギフトショップに業態転換。

## ギフトショップ・外商部出張所
- 都城、延岡、日向、高鍋、西都、小林、日南、平和台[9]（外商部出張所はなし）